# 김백근
김백근(한국 한자: 金伯根, 1975년 10월 12일 ~ )은 대한민국의 전 축구 선수이며, 포지션은 수비수였다.